# Яртен, Юхан
Йохан Яртен (швед. Johan Jarten; 4 ноября 1880, Гётеборг — 18 апреля 1955, Гётеборг) — шведский гимнаст, чемпион летних Олимпийских игр 1908.
На Играх 1908 в Лондоне Яртен участвовал только в командном первенстве, в котором его сборная заняла первое место.